# Tetracloreto de telúrio
Tetracloreto de telúrio é um composto químico inorgânico, um cloreto do elemento telúrio com a fórmula química empírica TeCl
4
. Esse composto é um sólido amarelo pálido volátil, sublimando a 200 °C a 0,1 mmHg. TeCl
4
 é um composto molecular, embora tetramérico (Te
4Cl
16
) no estado sólido, mas no estado líquido após ser fundido, é iônico, dissociando-se em íons TeCl+
3 e Te
2Cl2–
10
. No estado de vapor, ele é formado por moléculas discretas TeCl
4
.

## Estrutura
TeCl
4
 é monomérico na fase gasosa, com uma estrutura semelhante à do SF
4
. No estado sólido, é um aglomerado do tipo cubano tetramérico, consistindo de um núcleo Te
4Cl
4
 e três ligantes cloreto terminais para cada Te. Alternativamente, esta estrutura tetramérica pode ser considerada como um tetraedro Te
4
 com cloros de cobertura facial e três cloros terminais por átomo de telúrio, dando a cada átomo de telúrio um ambiente octaédrico distorcido.

## Síntese
TeCl
4
 é preparado pela cloração do pó de telúrio:
Te + 2Cl
2 → TeCl
4

A reação é iniciada com calor. O produto é isolado por destilação. O TeCl
4
 bruto pode ser purificado por destilação sob uma atmosfera de cloro.
Alternativamente, TeCl
4
 pode ser preparado usando cloreto de sulfurila (SO
2Cl
2
) como fonte de cloro. Outro método envolve a reação do telúrio com monocloreto de enxofre (S
2Cl
2
) à temperatura ambiente. Esta reação exotérmica forma rapidamente cristais brancos em forma de agulha de TeCl
4
.
O tetracloreto de telúrio também pode ser obtido em solução aquosa altamente ácida de telúrio IV, na qual há um grande excesso de íons cloreto (por exemplo, em HCl concentrado). O telúrio IV tem forte afinidade pelo cloro e forma vários complexos de cloreto nessa solução, incluindo o TeCl
4
 molecular.

## Reações
TeCl
4
 sofre hidrólise em água, quando a solução não está fortemente ácida, formando um precipitado branco leitoso de ácido teluroso ou dióxido de telúrio hidratado e uma solução ácida de HCl:
TeCl
4 + 3H
2O  →  H
2TeO
3 + 4HCl

H
2TeO
3
 {\displaystyle \rightleftharpoons } TeO
2•H
2O

Em uma solução mais concentrada ou com maior acidez (pH 1 ou menor), a hidrólise parcial pode ocorrer:
TeCl
4 + 3H
2O  →  [Te(OH)
3]+Cl– + 3HCl

Quando dissolvido em HCl concentrado, ele forma uma solução amarela brilhante do complexo hexacoordenado de cloreto:
TeCl
4 + 2HCl  →  H
2[TeCl
6]

O tetracloreto de telúrio é o composto de entrada para compostos organotelúrio de alta valência. A arilação fornece, dependendo das condições, Te(C
6H
4R)
2Cl
2, [Te(C
6H
4R)
5]–
, [Te(C
6H
4R)
6]2–
.
TeCl
4
 tem poucas aplicações em síntese orgânica. Seu peso equivalente é alto, e a toxicidade de compostos organotelúrio é problemática. Possíveis aplicações de tetracloreto de telúrio em síntese orgânica foram relatadas. Ele se adiciona a alcenos para dar derivados Cl-C-C-TeCl
3
, onde o Te pode ser posteriormente removido com sulfeto de sódio. Arenos ricos em elétrons reagem para dar compostos de Te arílico. Assim, o anisol dá TeCl
2(C
6H
4OCH
3)
2
, que pode ser reduzido ao telureto de diarila. TeCl
4
 é um precursor de heterociclos contendo telúrio como telurofenos.
O aquecimento de uma mistura de TeCl
4
 e telúrio metálico produz dicloreto de telúrio (TeCl
2
).
No ar úmido, o TeCl
4
 forma oxicloreto de telúrio (TeOCl
2
), que se decompõe ainda mais com o excesso de água para formar ácido teluroso (H
2TeO
3
). 

## Segurança
Como é o caso de outros compostos de telúrio, o TeCl
4
 é tóxico. A absorção de compostos de telúrio pode causar um odor corporal persistente e extremamente desagradável que lembra alho podre ou rábano, bem como um mau-hálito repulsivo de alho podre, que podem persistir por meses, devido à metabolização do telúrio e sua liberação como telureto de dimetilo ((CH
3)
2Te
) volátil. Ele também libera HCl após hidrólise, o qual é altamente corrosivo.